# Metal Heart
Metal Heart is het zesde album van de Duitse band Accept.
Dit is het eerste album met de teruggekeerde gitarist Jörg Fischer. Het album wordt gezien als een van de hoogtepunten van Accept. Vooral het titelnummer is populair in de metalwereld. Het werd gecoverd door Dimmu Borgir. Minpunt aan het album is volgens sommigen dat bijna alle clichés (zoals loeiharde gitaren en dubbele basdrum) naar boven gehaald werden.
Het album kwam uit in 1985.

## Nummers
1. Metal Heart (5:24)
2. Midnight Mover (3:06)
3. Up to the Limit (3:47)
4. Wrong Is Right (3:08)
5. Screaming for a Love-Bite (4:05)
6. Too High to Get It Right (3:47)
7. Dogs on Leads (4:24)
8. Teach Us to Survive (3:33)
9. Living for Tonite (3:34)
10. Bound to Fail (5:07)
11. Love Child (live) - niet op elke albumversie aanwezig
12. Living for Tonite (live) - niet op elke albumversie aanwezig

## Bezetting
- Udo Dirkschneider - zang
- Wolf Hoffmann - gitaar
- Jörg Fischer - gitaar
- Peter Baltes - basgitaar
- Stefan Kaufmann - drums